# 弗亞佐韋 (奧赫特爾卡區)
50°11′43″N 34°38′5″E / 50.19528°N 34.63472°E
弗亞佐韋（羅馬化：Viazove）是位於烏克蘭東北部的村莊，由蘇梅州奥赫蒂尔卡区的赫倫市鎮負責管轄。該村距離沙巴爾塔耶韋1公里，海拔高度176米，2001年人口703。